# 2507-es mellékút (Magyarország)
A 2507-es számú mellékút egy négy számjegyű mellékút Heves vármegyében és kisebb részben Borsod-Abaúj-Zemplén vármegye területén; nyomvonalának első néhány kilométere az Upponyi-hegység, folytatása a Bükk hegység nyugati lábainál húzódik.

## Nyomvonala
A 25-ös főútból ágazik ki délkelet felé, annak 55+600-as kilométerszelvénye közelében, a Borsod-Abaúj-Zemplén vármegyei Borsodnádasd területén. Végighúzódik a kelet felé hosszan elnyúló településen, majd a lemezgyári településrész közelében éles kanyarokkal tűzdelt szerpentines szakasza következik; itt egy kicsit északabbi irányt követ. Hamarosan átlép a már Heves vármegyéhez tartozó Balaton község területére, ahol a 7. kilométere előtt keresztezi az Eger-patakot, annak forrásvidéke közelében. Ezután a patak és az út nagyrészt egymás közelében halad, ismét délkelet felé véve az irányt.
A folytatásban végighalad az ugyancsak több kilométernyi hosszan elnyúló településen, majd a 13. kilométere előtt Bükkszentmártont éri el, annak nyugati szélén húzódik végig. 14. kilométere után nem sokkal beletorkollik délkelet felől a 25 305-ös út, még bükkszentmártoni területen, majd a 14+300-as szelvénynél, Mikófalva és Bükkszentmárton határán a 2510-es út. Utolsó másfél kilométerét Mónosbél területén teljesíti (egy szakaszon közvetlenül Mónosbél és Bélapátfalva határvonala mellett), ott keresztezi az Eger–Putnok-vasútvonal nyomvonalát is. A 2506-os útba torkollva ér véget, annak 6+700-as kilométer-szelvényénél, Mónosbél területén.
Az országos közutak térképes nyilvántartását szolgáló kira.gov.hu adatbázisa szerint a teljes hossza 15,684 kilométer.

## Települések az út mentén
- Borsodnádasd
- Balaton
- Bükkszentmárton
- (Mikófalva)
- Mónosbél